# Steve Sheppard
Steven Bernard “Steve” Sheppard (New York, 21 maart 1954) is een voormalig Amerikaans basketballer. Hij won met het Amerikaans basketbalteam de gouden medaille op de Olympische Zomerspelen 1976.
Sheppard speelde voor het team van de Universiteit van Maryland, voordat hij in 1977 zijn NBA-debuut maakte bij de Chicago Bulls. In totaal speelde hij 2 seizoenen in de NBA. Ook speelde hij in Italië. Tijdens de Olympische Spelen speelde hij 6 wedstrijden, inclusief de finale tegen Joegoslavië. Gedurende deze wedstrijden scoorde hij 9 punten.